# هنري ميرفي (مهندس معماري)
هنري ميرفي (بالإنجليزية: Henry Murphy)‏ هو مهندس معماري أمريكي، ولد في 1857 في نيو هيفن في الولايات المتحدة، وتوفي في 12 أكتوبر 1954 في برانفورد ‏ في الولايات المتحدة.